# Prokop Waldvogel
Prokop Waldvogel lub Waldfoghel (ur. ? w Pradze – zm. po 1446) – czeski złotnik działający w Awinionie. 
Prawdopodobnie zajmował się także odbijaniem krótkich tekstów w sposób mechaniczny, być może na oprawach ksiąg. Trudno jednoznacznie określić jaką metodą się posługiwał, niewykluczone, że podejmował próby druku. Widziano w nim poważnego konkurenta dla Johannesa Gutenberga do pierwszeństwa we wprowadzeniu w Europie tego wynalazku, czego jednak nie potwierdziły badania.

## Życiorys
Waldvogel pochodził z Pragi, był synem nożownika. Niewiele o nim wiadomo. Zajmował się złotnictwem, specjalizując się w wyrobach ze srebra. Opuścił rodzinne miasto z powodu wojen husyckich, w 1439 roku przebywał w Lucernie. Stamtąd przeniósł się do Awinionu, gdzie działał co najmniej od 1444 do 1446 roku. Potem wyjechał w nieznanym kierunku.

## Tajemnicza działalność
Z zachowanych dokumentów wynika, że Waldvogel w Awinionie za opłatą nauczał złotnictwa i „sztuki artystycznego pisania”, określanej łacińskim terminem „ars artificialiter scribendi”. Świadectwem jego działalności jest umowa z 26 sierpnia 1444 roku z Georgiem de la Jardine, w myśl której za swoje nauki miał otrzymać sumę 10 guldenów oraz dodatkowo po 8 guldenów miesięcznie. Najprawdopodobniej nie była to zwykła kaligrafia, lecz jakaś mechaniczna metoda związana z pisaniem. Związane zapewne z tym były przedmioty z jego warsztatu: dwa zestawy stalowych alfabetów w formie stempli z literami, dwie żelazne formy, stalowy pręt lub śruba (przedmiot o nieustalonej identyfikacji), 48 cynowych form, instrumenty z żelaza, stali, miedzi, mosiądzu, ołowiu, cyny i drewna. Wiadomo, że oprócz stempli z alfabetem łacińskim, dysponował też innymi, z 27 literami hebrajskimi, które, wedle umowy z 10 marca 1446 roku, miał mu dostarczyć Żyd Dawid de Caderousse, wraz z kilkoma innymi narzędziami. 
Trudno jednoznacznie rozstrzygnąć, jaką techniką posługiwał się Waldvogel. Termin „ars artificialiter scribendi” występuje w późnośredniowiecznych źródłach, lecz wiadomo, że nie oznaczał drukowania. Liczba stempli z literami, którymi dysponował wyklucza możliwość powielania dłuższych tekstów. Wysunięto koncepcję, iż zajmował się introligatorstwem i na oprawach książek wykonywał napisy za pomocą tychże stempli. Możliwe jednak, że odbijał nimi napisy w płytkach miękkiego metalu i drewna, a z ich pomocą wytwarzał książki blokowe. Mógł też wykonywać krótkie napisy na skórze lub metalu. Bardzo prawdopodobne, iż zajmował się techniką bliżej związaną z kaligrafią: czcionki i stemple służyły mu do odbijania liter w wolnych polach książek rękopiśmiennych, które później można było kolorować co znacznie upraszczało i ułatwiało pracę rubrykatora czy iluminatora.

## Konkurent Gutenberga
W Waldvoglu widziano poważnego konkurenta Gutenberga do miana „wynalazcy druku”, bowiem jego zajęcia i sposoby działalności przypominało to, co robił moguntczyk podczas swojego pobytu w Strasburgu. Wysunięto hipotezę, że w Lucernie Waldvogel mógł poznać Jörga Dritzehna ze Strasburga, który procesował się z Gutenbergiem o udział w przedsięwzięciu, które mogło być wczesną próbą druku, i to od niego otrzymał pewne informacje o nowym wynalazku, czy nawet jego elementy. Inna hipoteza głosiła, że sam Gutenberg mógł przebywać w Awinionie między 1444 a 1446 rokiem i osobiście poznać Waldvogla. Brak jednak dowodów na przyjęcie którejś z tych koncepcji, idących raczej za daleko. Jeżeli nawet uznać, mimo braku książek, które można powiązać z praskim złotnikiem, że Waldvogel pracował nad nową metodą powielania tekstów, to nic nie wskazuje na to, że udało mu się opracować metodę druku ruchomą czcionką.